# Tetramicra
Tetramicra es un género de orquídeas con 13 especies. Son nativas del Caribe.

## Descripción
Son plantas de hábitos terrestres que se desarrollan en climas cálidos que crecen en suelos rocosos cerca del nivel del mar expuestas al sol. No tienen pseudobulbo o muy pequeño con rizoma muy radiculada con hojas rígidas y carnosas, el tallo de inflorescencia tiene sucesivas flores abiertas. Contiene ocho polinias, 4 grandes y otras cuatro pequeñas.

## Taxonomía
El género fue descrito por John Lindley y publicado en The Genera and Species of Orchidaceous Plants 119. 1831.

## Especies deTetramicra
- Tetramicra bulbosa Mansf. (1926)
- Tetramicra canaliculata (Aubl.) Urb. (1918)  - especie tipo
- Tetramicra elegans (Ham.) Cogn.  (1910)
- Tetramicra eulophiae ([[Rchb.f.[[) Rchb.f. ex Griseb. (1866)
- Tetramicra malpighiarum J.A.Hern. & M.A.Díaz (2000)
- Tetramicra montecristensis H.Dietr. (1984)
- Tetramicra parviflora Lindl. ex Griseb. (1864)
- Tetramicra pratensis (Rchb.f.) Rolfe (1889)
- Tetramicra riparia[6]
- Tetramicra schoenina (Rchb.f.) Rolfe (1889)
- Tetramicra schomburgkii (Rchb.f.) Rolfe (1889)
- Tetramicra simplex Ames (1923)
- Tetramicra tenera (A.Rich.) Griseb. ex Benth. (1881)
- Tetramicra urbaniana Cogn. (1910)
- Tetramicra zanonii Nir (2000)